# Хенри Глисон
Хенри Алан Глисон (1882–1975) био је амерички еколог, ботаничар и таксономист. Био је познат по свом одобравању индивидуалистичког или отвореног концепта еколошке сукцесије у заједницама и противљењу концепта Фредерика Клементса о климакс стању екосистема. Његове идеје су углавном одбачене током његовог радног века, што га је навело да пређе у таксономију биљака, али је стекао разумевање крајем двадесетог века.

## Живот и рад
Глисон је рођен у Далтон Ситију у држави Илиноис, а након дипломског и мастер рада на Универзитету у Илиноису докторирао је на Универзитету Колумбија у области биологије 1906. Био је на факултетским положајима на Универзитету у Илиноису, на Универзитету у Чикагу и на Универзитету у Мичигену, пре него што се вратио на Источну обалу, у њујоршку Ботаничку башту у Бронксу у држави Њујорк, где је остао до краја каријере, до 1950.
У раним Глисоновим еколошким истраживањима вегетације Илиноиса, око 1909-1912, он је углавном радио у оквиру теоријске структуре коју је одобрио еколог Фредерик Клементс, чији је рад на сукцесији био најутицајнији током првих деценија двадесетог века. Надовезујући се на истраживања Хенрија К. Коулса на Динама Индијане и неке од идеја његовог ментора Чарлса Бесија са Универзитета у Небраски, Клементс је развио теорију сукцесије биљака у којој се вегетација може објаснити позивањем на идеалан след развоја званог серија. Клементс је понекад упоређивао развој серија са растом појединачних организама и сугерисао је да би се под правим околностима кулминирао у најбоље прилагођеном облику вегетације, коју је назвао врхунцем или климаксом. У својим раним истраживањима, Глисон је тумачио вегетацију Илиноиса користећи Клементсове концепте попут асоцијација, климакса, пионирских врста и доминантних врста.
Међутим, 1918. године, Глисон је почео да изражава значајне сумње у корист неког од Клементсових широко коришћених речника, посебно употребу метафоре организма за описивање раста вегетације и третман вегетационих јединица који укључују климаксе. (Које јединице треба користити у анализи вегетације било је широко спорно питање у екологији раног двадесетог века.) 1926. Глисон је изразио још снажније примедбе на Клементсову теорију. Прво, тврдио је да је Клементсова идентификација одређених врста вегетације претпостављала превише хомогености, јер су подручја вегетације заправо слична једна другој само до одређеног степена. Друго, тврдио је да је Клементсово повезивање одређених врста вегетације са одређеним подручјима потцењивало стварну разноликост вегетације. Ови приговори заједно указују на сумњу, за Глисона, у „интегритет самог концепта асоцијације“ - у идентификовању било ког груписања врста које припадају именованој асоцијацији, попут „асоцијација храст-јавор“, коју ботаничари и еколози (укључујући и самог Глисона) нормално имају.
Као алтернативу описивању вегетације у смислу асоцијација, Глисон је понудио „Индивидуалистички концепт екологије“, у коме „феномени вегетације у потпуности зависе од феномена појединих“ врста (1917), а биљне асоцијације су мање структуриране него што је он мислио да Клементсова теорија подржава. Глисон је понекад сугерисао да се дистрибуција биљака приближава математичкој случајности.
Клементс никада није писмено одговорио на Глисонове приговоре и алтернативне моделе, који су углавном били игнорисани све до 1950-их, када су истраживања бројних еколога (посебно Роберта Вајтекера и Џона Т. Кертиса) подржала Глисонове моделе. Након тога, модели "индивидуализам - врсте" постали су превладавајући у екологији заједнице.
Фрустрација услед одбацивања његових еколошких идеја без озбиљног разматрања можда је допринела Глисоновом општем напуштању екологије. Од 1930-их па надаље, фокус свог рада пребацио је на таксономију биљака, где је постао утицајна личност, радећи дужи низ година у Њујоршкој ботаничкој башти и пишући са Артуром Кронкуистом о једној од ауторитативних флора североистока Северне Америке.
Глисон се оженио Елеанор Теодолиндом Матеи, ћерком швајцарско-америчког винара Ендруа Матеиа; упознали су се на пароброду, где је Глисон био на ботаничкој експедицији, док је Матеи била на великој турнеји по свету након што је дипломирала на Милс Колеџу. Њихов старији син, Хенри Алан Глисон мл. (1917–2007), био је лингвиста и емеритус професор на Универзитету у Торонту. Њихов други син Ендру Глисон (1921–2008) био је математичар и емеритус професор на Харвардском универзитету.

## Награде и почасти
- Именован почасним чланом Удружења за тропску биологију и заштиту 1963. године.[3]
- 110 хектара Хенри Алан Глисон заштићене области природе у Санд Риџ Стејт Форесту било је посвећено њему у октобру 1970.[4]

### Глисонови радови
(многи су доступни у Google Scholar јер су ауторска права одавно истекла)
- Gleason, Henry A. 1901. The flora of the prairies. B. S. Thesis. University of Illinois.
- Gleason, Henry A. 1907. A botanical survey of the Illinois River Valley sand region. Ill. State Lab. Nat. Hist., Bull. 7:149-194.
- Gleason, Henry A. 1907. On the biology of the sand areas of Illinois. II. A botanical survey of the Illinois River Valley sand region. Ill. Lab. Nat. Hist., Bull. 7:149-194.
- Gleason, Henry A. 1908. A virgin prairie in Illinois. Ill. Acad. Sci., Trans. 1:62.
- Gleason, Henry A. 1909. The vegetational history of a river dune. Ill. Acad. Sci., Trans. 2:19-26.
- Gleason, Henry A. 1909. Some Unsolved Problems of the Prairies. Bulletin of the Torrey Botanical Club 36(5): 265-271.
- Gleason, Henry A. 1910. The vegetation of the inland sand deposits of Illinois. Ill. Lab. Nat. Hist., Bull. 9:23-174.
- Gleason, Henry A. 1912. An Isolated Prairie Grove and Its Phytogeographical Significance. Botanical Gazette 53(1): 38-49.
- Gleason, Henry A. and Frank C. Gates. 1912. A Comparison of the Rates of Evaporation in Certain Associations in Central Illinois. Botanical Gazette 53(6): 478-491.
- Gleason, Henry A. 1917. The Structure and Development of the Plant Association. Bulletin of the Torrey Botanical Club 43: 463-481.
- Gleason, Henry A. 1922. On the Relation between Species and Area. Ecology 3(2): 158-162.
- Gleason, Henry A. 1922. The Vegetational History of the Middle West. Annals of the Association of American Geographers 12: 39-85.
- Gleason, Henry A. 1925. Species and Area. Ecology 6(1): 66-74.
- Gleason, H.A. (1926), „The Individualistic Concept of the Plant Association”, Bulletin of the Torrey Botanical Club, 53 (1): 7—26, JSTOR 2479933, doi:10.2307/2479933
- Gleason, Henry A. 1927. Further Views on the Succession-Concept. Ecology 8(3): 299-326.
- Gleason, Henry A. 1936. Is Sunusia an Association? Ecology 17(3): 444-451.
- Gleason, Henry A. 1939. The Individualistic Concept of the Plant Association. American Midland Naturalist 21(1): 92-110.
- Gleason, Henry A. 1975. Delving into the History of American Ecology. Bulletin of the Ecological Society of America 56(4): 7-10.

### Радови о Глисону
- Barbour, Michael G. 1996. "Ecological Fragmentation in the Fifties". in William Cronon, editor. Uncommon Ground: Rethinking the Human Place in Nature. New York: W.W. Norton & Co.,  9780393315110.
- McIntosh, Robert P. 1975. H. A. Gleason - "'Individualistic Ecologist' 1882-1975: His Contributions to Ecological Theory". Bulletin of the Torrey Botanical Club 102(5): 253-273.
- Mitman, Gregg. 1995. "Defining the Organism in the Welfare State: The Politics of Individuality in American Culture, 1890-1950". in Sabine Maasen, Everett Mendelsohn and Peter Weingart, editors. Biology as Society, Society as Biology: Metaphors. Dordrecht: Kluwer Academic.
- Nicolson, Malcolm and Robert P. McIntosh. 2002. "H.A. Gleason and the Individualistic Hypothesis Revisited". Bulletin of the Ecological Society of America 83: 133-142.
- Tobey, Ronald C. 1981. Saving the Prairies: The Life Cycle of the Founding School of American Plant Ecology, 1895-1955. Berkeley: University of California Press. ( 0-520-04352-9)
- Worster, Donald. 1994. Nature's Economy: A History of Ecological Ideas, 2nd ed. Cambridge and New York: Cambridge University Press.
- Marshall, Alan, The Unity of Nature: Wholeness and Disintegration in Science and Ecology, Imperial College Press: London, 2002.
- Kingsland, Sharon E. The evolution of American ecology, 1890-2000. Johns Hopkins University Press, 2005.